# Under a Godless Veil
Under a Godless Veil è il settimo album in studio del gruppo musicale svedese Draconian, pubblicato il 30 ottobre 2020 dalla Napalm Records.

## Descrizione

### Musica
L'album si basa sul death doom metal tipico del sound dei Draconian. Sono inoltre presenti influenze derivate dal rock progressivo, dalla musica dark ambient e da quella acustica.

### Tematiche
Under a Godless Veil è un concept album sui Sethiani (o Seziani), membri di una corrente dello gnosticismo che si è sviluppata fra il II e il III sec. d.C.; questi erano influenzati dal medioplatonismo, dal giudaismo ellenistico e dal cristianesimo delle origini.
Secondo i Sethiani, alle origini di tutto, il Dio Sconosciuto (o Ineffabile o Trascendente) creò il mondo spirituale emanando gli Eoni, che nel loro complesso formarono il Pleroma. L'ultima degli Eoni, Sofia, senza l'approvazione degli altri imitò Dio emanando a sua volta sette figli: Sabaoth, Elohim, Adonai, Iao, Astaphain, Horaios e il demiurgo Yaldabaoth. Quest'ultimo, generato dopo la caduta di Sofia dal Pleroma, le rubò parte del potere divino e creò così il mondo materiale e, a sua immagine e somiglianza, gli esseri umani. Dopo la caduta di Adamo e l'uccisione di Abele da parte di Caino, Sofia decise di inviare Set, terzo figlio di Abramo, a liberare la scintilla divina dello spirito degli uomini, intrappolata nella materia. Set divenne così il primo degli gnostici e depositario di una saggezza, rivelata a pochi iniziati, che lo avvicina al ruolo di divinità.

## Promozione
Il 5 maggio 2020 è stato pubblicato il primo singolo estratto dall'album, Lostrous Heart, seguito poi da il 15 luglio da Sorrow of Sophia, il 18 agosto da The Sacrificial Flame e il 17 settembre da Moon over Sabaoth; tutti sono stati promossi anche attraverso dei lyric video. Il 18 ottobre, due giorni prima della pubblicazione dell'album, è stato infine pubblicato il singolo Sleepwalkers, per il quale è stato girato un videoclip.

## Tracce
Testi di Anders Jacobsson, eccetto dove indicato, musiche di Johan Ericson.
1. Sorrow of Sophia – 7:28
2. The Sacrificial Flame – 7:30
3. Lustrous Heart – 4:47
4. Sleepwalkers – 6:44 (testo: Heike Langhans, Anders Jacobsson)
5. Moon over Sabaoth – 5:53
6. Burial Fields – 4:34
7. The Sethian – 6:51
8. Claw Marks on the Throne – 5:42
9. Night Visitor – 3:48
10. Ascend into Darkness – 8:54

## Formazione
Gruppo
- Anders Jacobsson - voce death
- Heike Langhans - voce
- Johan Ericson - chitarre
- Daniel Arvidsson - chitarre, voce aggiuntiva (traccia 7)
- Jerry Torstensson - batteria

Altri musicisti
- Daniel Änghede – basso
- Daniel Neagoe - voce parlata (traccia 6)

Produzione
- Johan Ericson - produzione, arrangiamenti, ingegneria del suono
- Draconian - produzione, arrangiamenti
- Erik Arvinder - registrazione e arrangiamento degli strumenti ad arco (traccia 1)
- Karl Daniel Lidén - missaggio, mastering, ingegneria del suono
- Natalia Drepina - artwork di copertina